# Melanognathus
Genre
Melanognathus est un genre éteint de poissons pulmonés qui a vécu lors du Dévonien.

## Publication originale
- (en) Erik Jarvik, « On the structure of the lower jaw in dipnoans: with a description of an early Devonian dipnoan from Canada, Melanognathus canadenis gen. et sp. nov. », Journal of the Linnean Society of London, Zoology, Londres, Inconnu, vol. 47, no 311,‎ octobre 1967, p. 155–183 (ISSN 0368-2935 et 2378-5314, OCLC 1680906, DOI 10.1111/J.1096-3642.1967.TB01401.X).